# Psathyrella artemisiae

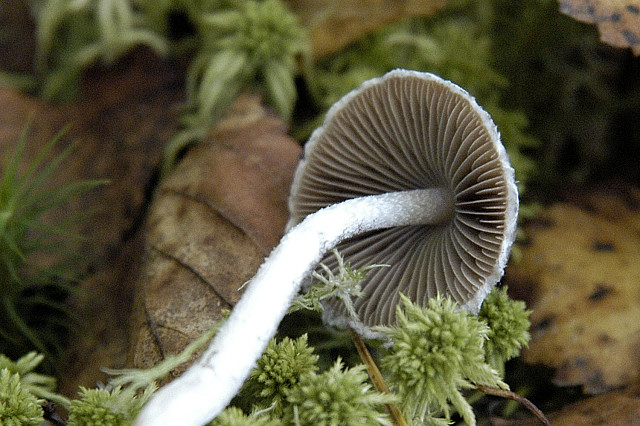

Psathyrella artemisiae (Pass.) Konrad & Maubl. – gatunek grzybów z rodziny kruchaweczkowatych (Psathyrellaceae).

## Systematyka i nazewnictwo
Pozycja w klasyfikacji według Index Fungorum: Psathyrella, Psathyrellaceae, Agaricales, Agaricomycetidae, Agaricomycetes, Agaricomycotina, Basidiomycota, Fungi.
Po raz pierwszy opisał go w 1872 r. Giovanni Passerini, nadając mu nazwę Agaricus artemisiae. Obecną nazwę nadali mu w 1949 r. Paul Konrad i André Maublanc, przenosząc go do rodzaju Psathyrella. Synonimy:
- Agaricus artemisiae Pass. 1872
- Hypholoma artemisiae Pass. 1879
- Psathyrella artemisiae var. microspora Kits van Wav. 1985

## Morfologia
Kapelusz o średnicy do 4 cm, początkowo półkulisty, później w kształcie dzwonu, w końcu może być również wypukły i spłaszczony z garbem. Powierzchnia higrofaniczna, przy wilgotnej pogodzie brązowawa, po wyschnięciu jasnobeżowa, garb ciemniejszy, pokryta białymi, watowatymi resztkami osłony. Brzeg ze zwisającymi resztkami osłony.
Blaszki
Dość gęste, szerokie, początkowo kremowe, później ciemno czerwonobrązowe do brązowych.
Trzon
Wysokość 3–5 cm, grubość 0,2–0,4 cm, cylindryczny, czasami lekko krzywy, białawy do jasnobrązowego, pokryty białymi, włóknistymi pozostałościami osłony. Pierścień w młodym wieku owłosiony, szybko zanikający.
Miąższ
Kremowy do brązowawego, o łagodnym smaku i niewyraźnym zapachu.
Cechy mikroskopowe
Wysyp zarodników ciemnobrązowy do czarnobrązowego. Zarodniki 7–9 × 3,5–4,5 µm, eliptyczne, gładkie.

## Występowanie i siedlisko
Występuje głównie w Europie, poza nią podano jeszcze stanowiska w USA i Azji. W Polsce po raz pierwszy podano jego stanowiska w 2018 r.
Grzyb saprotroficzny. Owocniki pojedynczo lub w kępach w lasach liściastych i mieszanych, na ziemi przy opadłych gałęziach, wśród mchów i roślin, wzdłuż alei drzew, wśród gruzu, na glebach ubogich w kwaśne, od późnej wiosny do jesieni.